# Velečín
Velečín (en allemand : Weletschin) est une commune du district de Plzeň-Nord, dans la région de Plzeň, en République tchèque. Sa population s'élevait à 77 habitants en 2022.

## Géographie
Velečín se trouve à 6 km au sud-ouest de Jesenice, à 38 km au nord de Plzeň et à 75 km à l'ouest de Prague.
La commune est limitée par Blatno au nord-ouest, par Krty et Žďár à l'est, par Jesenice au sud-est, et par Pastuchovice au sud-ouest et à l'ouest.

## Histoire
La première mention écrite de la localité date de 1296.

## Transports
Par la route, Vejprnice se trouve à 17 km de Kralovice, à 52 km de Plzeň et à 109 km de Prague. 